# Dea Trier Mørch
Pour les articles homonymes, voir Trier et Mørch.
Dea Trier Mørch, née le 9 décembre 1941 et morte le 26 mai 2001, est une artiste et écrivaine danoise politiquement engagée. Elle s'est fait connaître en 1976 avec son roman Les enfants de l'hiver (Vinterbørn).

## Biographie
Née à Copenhague, Mørch est la fille de l'architecte Ibi Trier Mørch. Elle étudie la peinture à l'Académie royale des beaux-arts du Danemark, obtient son diplôme en 1964, et poursuit sa formation jusqu'en 1967 dans les académies d'art de Varsovie, Cracovie, Belgrade, Leningrad et Prague. Son premier livre, Sorgmunter socialisme. Sovjetiske raderinger (1968), illustré par ses propres eaux-fortes, relate ses voyages en Union Soviétique. Elle devient membre du Parti communiste danois et, en 1969, elle est cofondatrice du collectif d'artistes à orientation sociale Røde Mor (da) (« Mère Rouge »),.
En 1976, elle publie Les enfants de l'hiver (Vinterbørn) sur la base de son expérience de donner naissance à trois enfants au Rigshospitalet de Copenhague. Le livre reçoit un large succès, est traduit en 22 langues et, en 1979, ce succès se traduit par son adaptation cinématographique par la réalisatrice Astrid Henning-Jensen. Ses autres œuvres traitant de la famille et du socialisme incluent : Den indre by (« Le centre-ville », 1980), Aftenstjernen (« L'étoile du soir », 1982) et l'histoire d'amour Morgengaven (« Cadeau du matin », 1984). Ses travaux ultérieurs incluent : un livre de voyage Da jeg opdagede Amerika (« Quand j'ai découvert l'Amérique », 1986) ; et Landskab i to etager (« Paysage sur deux étages », 1992), tournant autour des complications dans une relation à mesure que le couple vieillit.
Elle meurt en mai 2001 des suites d'un cancer,.

## Œuvres
- (da) Sorgmunter socialisme, 1968
- (da) Polen, 1970
- Les enfants de l'hiver, Denoël-Gonthier, 1982 ((da) Vinterbørn, 1976), trad. Danièle Rosadoni, 228 p.  (ISBN 2282202929 et 9782282202921)
- (da) Kastaniealleen, 1978
- (da) Den indre by, 1980
- (da) Aftenstjernen, 1982
- (da) Morgengaven, 1984
- (da) Da jeg opdagede Amerika, 1986
- (da) Skibet i flasken, 1988
- (da) Landskab i to etager, 1992
- (da) Hvide løgne, 1995Roman épistolaire, écrit avec sa fille Sara Trier

## Récompenses
- 1976 : De Gyldne Laurbær (en) pour Les enfants de l'hiver (Vinterbørn)[8]
- 1988 : Tagea Brandt Rejselegat